# 1507
1507 (MDVII) fue un año común comenzado en viernes del calendario juliano.

## Acontecimientos
- Los mexicas celebran el noveno ritual del Fuego Nuevo, por segunda vez en el Huizachtécatl.
- Fernando II de Aragón se convierte en regente de Castilla por la incapacidad de su hija la reinaJuana de Castilla.
- 4 de abril: Martín Lutero es ordenado sacerdote.
- 29 de octubre: El almirante Diego Colón es nombrado gobernador de las Indias por Fernando el Católico.
- España - Fundación del Marquesado de los Vélez (Almería).

## Ciencia y tecnología
- Martín Waldseemüller produce un globo terráqueo y un gran mapa del mundo en el que se utiliza por primera vez la denominación "América".

## Nacimientos
- Inés Suárez, conquistadora española.
- 4 de enero: Catalina de Austria, reina de Portugal (f. 1578)
- 29 de octubre: Fernando Álvarez de Toledo, militar y político español. Duque de Alba (f. 1582)

## Fallecimientos
- Hernando de Talavera, religioso, confesor de Isabel la Católica.
- 12 de marzo: César Borgia, hijo del papa Alejandro VI (n. 1475)
- 29 de julio: Martin Behaim, navegante alemán (n. 1459)